# جمعية التمريض الفضائية
جمعية التمريض الفضائية (بالإنجليزية: Space Nursing Society)‏ هي منظمة عالمية غير ربحية تدعم إستكشاف الفضاء ومكرسة للتمريض في الفضاء من قبل الممرضين المسجلين. تأسست الجمعية في عام 1991 ولها أعضاء من مختلف أنحاء العالم بما في ذلك: أستراليا، كندا، التشيك، إنجلترا، ألمانيا، اليونان، إسكتلندا، والولايات المتحدة. وتخدم الجمعية كمنتدى لمناقشة ودراسة القضايا المتعلقة بالتمريض في الفضاء وتأثيرها على التمريض في الأرض.